# Anke Baier-Loef
Anke Baier-Loef (nacida como Anke Baier, Eisenach, RDA, 22 de mayo de 1972) es una deportista alemana que compitió en patinaje de velocidad sobre hielo. 
Participó en tres Juegos Olímpicos de Invierno, entre los años 1992 y 1998, obteniendo una medalla de plata en Lillehammer 1994, en la prueba de 1000 m.

## Palmarés internacional
| Juegos Olímpicos | Juegos Olímpicos      | Juegos Olímpicos | Juegos Olímpicos |
| Año              | Lugar                 | Medalla          | Prueba           |
| ---------------- | --------------------- | ---------------- | ---------------- |
| 1994             | Lillehammer (Noruega) | Medalla de plata | 1000 m           |